# Gaurotes aeneovirens
Gaurotes aeneovirens là một loài bọ cánh cứng trong họ Cerambycidae.